# Tapaktuan
Tapaktuan is een plaats in de huidige provincie Atjeh in het noorden van Sumatra, Indonesië.